# 오다 노부카쓰
오다 노부카쓰(일본어: 織田 信雄)는 아즈치모모야마 시대부터 에도 시대 전기에 활동한 무장·다이묘이다. 야마토 우다 마쓰야마 번의 초대 번주로서 오다 노부나가(織田信長)의 차남이다.

## 생애

### 출생
에이로쿠(永禄)원년(1558년) 오와리국(尾張国)에서 노부나가의 차남으로 태어났다. 실제로는 며칠 전에 오다 노부타카(織田信孝)이 먼저 태어났으나, 노부나가에게 노부카쓰 출생 보고가 노부타카의 것보다 빨랐기 때문에 2남이 되었다고 하는 설이 있고, 생모의 신분에 의해 출생 순위를 바꾼 신분설이 있다. 생모는 이코마 이에무네(生駒家宗)의 딸·기쓰노.

### 노부나가 생존 중
에이로쿠 12년(1569년), 아버지 노부나가의 기타바타케 씨 공략전의 화목 조건으로서, 기타바타케 도모후사(北畠具房)의 양세자가 되어 기타바타케 도모노리(北畠具教)의 딸을 부인으로 맞아들였다. 겐키(元亀) 3년(1572년)에 성인식해 기타바타케 도모토요(北畠具豊)라고 칭했고, 덴쇼 3년(1575년)에 가독을 상속하였다. 후에 오다 노부오키라고 개명했다. 다음 년 덴쇼 4년(1576년)에는, 기타바타케 일문을 말살했다.
덴쇼 7년(1579년) 무단으로 벌인 이가(伊賀)침공전에서 대패해 노부나가에게 힐책을 받았다. 그러나, 텐쇼 9년(1581년)에는, 야마토 · 이세의 모든 다이묘의 가세를 받아 이가에 침공해, 이가를 평정하였다. 덴쇼 8년(1580년), 이세 다마루 성(田丸城)이 소실 되어서, 마쓰가시마 성(松ヶ島城)을 세워 거성으로 했다.

### 혼노지의 변
덴쇼 10년(1582년) 혼노지의 변(本能寺の変)에서는, 아케치군(明智軍)에 대해서 오미(近江) 고카 군 쓰치 산(甲賀郡土山)까지 진군 하였으나, 이가 국인중이 불온한 움직임을 보인 것과, 노부타카의 시코쿠(四国) 정벌군에 이세의 군세의 대부분도 원군으로 파병되었기 때문에, 병사 수가 미덥지 않았기 때문에 쓰치야먀까지 진군했지만, 곧 이세로 철퇴했다. 전후의 기요스 회의(清洲会議)에서는, 오다 가문의 후계자 되려고 획책한 것도 실패했으나, 기요스성을 거성으로서 오와리 · 이가 · 남 이세 약 100만석을 다스렸다. 그 때, 오다성으로 복귀해 노부카쓰라고 칭했다. 가신인 쓰가와 요시후유(津川義冬)를 가로로 내세웠다.

### 고마키·나가쿠테 전투
덴쇼 11년(1583년)의 시즈가타케 전투(賤ヶ岳の戦い)에서는 히데요시에게 속해, 시바타 가쓰이에(柴田勝家)에게 속한 동생 노부타카를 기후성(岐阜城)에서 공격해 자결하게 만들었다.
그러나 히데요시와 대립해, 히데요시에게 대항하기 위해 도쿠가와 이에야스(徳川家康)와 동맹을 맺었다. 덴쇼 12년(1584년) 3월, 히데요시에게 내통했다는 혐의에 의해 중신인 쓰가와 요시후유 · 오카다 시게타카(岡田重孝) · 아자이 나가토키(浅井長時) 세명을 살해하였다. 오다 · 도쿠가와 연합군은 히데요시와 전투상태에 들어가, 고마키·나가쿠테 전투에서 히데요시측의 이케다 쓰네오키(池田恒興), 모리 나가요시(森長可)등을 죽였으나 이세에서는 주살당한 중신 세 사람의 일족이 반역을 일으켰고, 다시 히데요시의 계략으로 구키 요시타카(九鬼嘉隆), 아키야마 나오쿠니(秋山直国)등도 모반에 이르렀고,또 하시바 히데나가(羽柴秀長), 쓰쓰이 준케이(筒井順慶), 도도 다카토라(藤堂高虎)등 하시바 세력의 침공을 받아 모든 자령을 빼앗기게 되었다. 그리고 11월 11일, 이가와 남 이세에 더해 북 이세의 일부를 할양하는 등의 조건으로 이에야스에게 무단으로 단독강화를 맺었다. 이 때문에, 노부카쓰를 옹립한 이에야스는, 히데요시와 싸울 대의명분을 잃고 철병했다.
이후에는 히데요시에게 신종해, 도야마의 역(富山の役)이나 규슈의 역(九州の役)등에 종군했다. 규슈의 역 후에는, 나이다이진(内大臣)에 서임했다. 텐쇼 18년(1590년) 1월, 히데요시의 양녀가 된 장녀 오히메(小姫)와 도쿠가와 히데타다(徳川秀忠)가 결혼했다. 또, 처음에는 이세 나가시마 성(長島城)을 거성으로 했으나, 덴쇼 13년(1585년) 11월의 지진으로 파괴되었기 때문에, 바꿔 기요스 성을 거성으로 했다.

### 개역
덴쇼 18년(1590년)의 오다와라의 역(小田原の役)에도 종군해, 이즈 니라야마 성(韮山城) 공격에서 전공을 세웠다. 그러나, 전후의 논공행상에서 도카이 지방(東海地方)의 이에야스의 옛 영토로의 이봉 명령을 거부한 결과, 히데요시의 노여움을 사, 노부카쓰는 개역당했다. 개역 후에는 유배되어, 출가해 호를 죠신이라 했다.
그 후, 분로쿠(文禄) 원년(1592년) 도쿠가와 이에야스의 중개로 사면되어, 쇼반슈(相伴衆)에 더해져 야마토 국 내에 1만 8000석을 다스렸다. 히젠(肥前) 나고야성(名護屋城)에도 병사 1500명을 인솔해 참진했다고 하였다. 이 때, 장남 오다 히데카쓰(織田秀雄)도 에치젠(越前) 가에야마(亀山) 5만석을 받았다.

### 에도 시대
세키가하라 전투(関ヶ原の戦い)에서는, 오사카(大坂)에서 방관적 태도를 유지하였다. 일설에는 이시다 미쓰나리(石田三成)를 지지하면서도, 기나이(畿内)에서 서군의 정세를 은밀히 이에야스에게 보고했다고도 전해진다. 그러나, 방관적인 태도를 서군에게 가담했다고 판단되었는지, 히데카쓰와 함께 개역당했다.
전후에는 도요토미 가문에 출사했으나, 게이초(慶長) 19년(1614년)의 오사카 겨울의 진의 직전에 도쿠가와 측으로 배반하였다. 당시, 노부카쓰가 도요토미측의 총대장이 된다라고 하는 소문도 있었던 것 같다.
겐나(元和) 원년(1615년) 7월 23일, 이에야스로부터 야마토 우다군(宇陀郡), 고즈케(上野国) 간라군(甘楽郡) 등에 5만석을 받았다. 영지에 운치있는 정원 라쿠야마엔(楽山園)을 만드는 한편, 양잠 등 산업육성에도 힘썼다. 후에 4남 노부요시(信良)에게 고즈케 오바타 번(小幡藩) 2만석을 주었고, 자신은 교토(京都)에 은거하면서, 차나 매사냥 등 유유자적한 나날을 보냈다. 간에이(寛永) 5년(1628년) 10월에는, 쇼군(将軍) 이에미쓰(家光)로 부터, 에도 성(江戸城)에서의 다회에 초대되었다.
간에이 7년(1630년) 4월 30일, 교토 기타노 저택에서 죽었다. 향년 73세, 실질적인 은거료였던 야마토 우다 군의 영지는, 5남 다카나가(高長)가 상속하였다.

## 같이 보기
- 오다씨